# Ponte Mammolo
Ponte Mammolo è il ventinovesimo quartiere di Roma, indicato con Q. XXIX.

## Geografia fisica

### Territorio
Si trova nell'area nord-est della città.
Il quartiere confina:
- a nord con il quartiere Q. XXVIII Monte Sacro Alto[1]
- a est con il quartiere Q. XXX San Basilio[2]
- a sud con la zona Z. VII Tor Cervara[3]
- a ovest con il quartiere Q. XXI Pietralata[4]

## Storia
Prende il nome dal ponte romano del V secolo, chiamato pons mammeus, forse da marmoreus. Altra ipotesi è che mammeus fu attribuito da Giulia Mamea, la madre di Alessandro Severo, che impose il restauro del ponte.
Una leggenda popolare vuole che Annibale si fosse fermato in questa zona.
Sempre in questa zona vi fu un incontro tra Enrico V e il papa Pasquale II.
In seguito vi passò il papa Innocenzo III.
Nel 1849 il ponte che dà il nome al quartiere fu distrutto dai francesi. Poi, causa l'elevato costo del restauro, venne deciso di farne costruire un altro dall'allora papa e congregazione provinciale. Negli anni novanta fu costruito un altro ponte ancora essendo il ponte precedente inagibile.
Il 12 ottobre 1943 furono giustiziati 10 partigiani dai nazisti tedeschi
Nel 2018 Papa Francesco ha visitato la chiesa di San Gelasio. e nel 2024 il carcere femminile di Rebibbia.

## Monumenti e luoghi d'interesse

### Architetture civili
- Carcere di Rebibbia. 41.934506°N 12.573599°E
- Casal de' Pazzi, su via Giovanni Zanardini. Casale-torre del XIII secolo.
- Casale vecchio di Aguzzano (Villa Talenti). Casale del XIX secolo (1870).

Casa generalizia dei Canonici regolari della Santa Croce.
- Casale nuovo di Aguzzano, nel Parco di Aguzzano.[11]
- Altri casali edificati per la società A.L.B.A., nel Parco di Aguzzano.[11]
- Villa Farinacci, su viale Rousseau. Villa del XX secolo (1940).
- Quartiere Ponte Mammolo INA Casa, lungo via Rivisondoli. Edifici del XX secolo (1956-61).[12] 41.924178°N 12.575974°E

È costituito da due nuclei architettonici con caratteristiche differenti, i cui progetti furono coordinati da Luigi Vagnetti per il nucleo nord, e da Giuseppe Vaccaro per il nucleo sud.
Ex Cineteatro Gerini, costruito nel 1957

### Architetture religiose

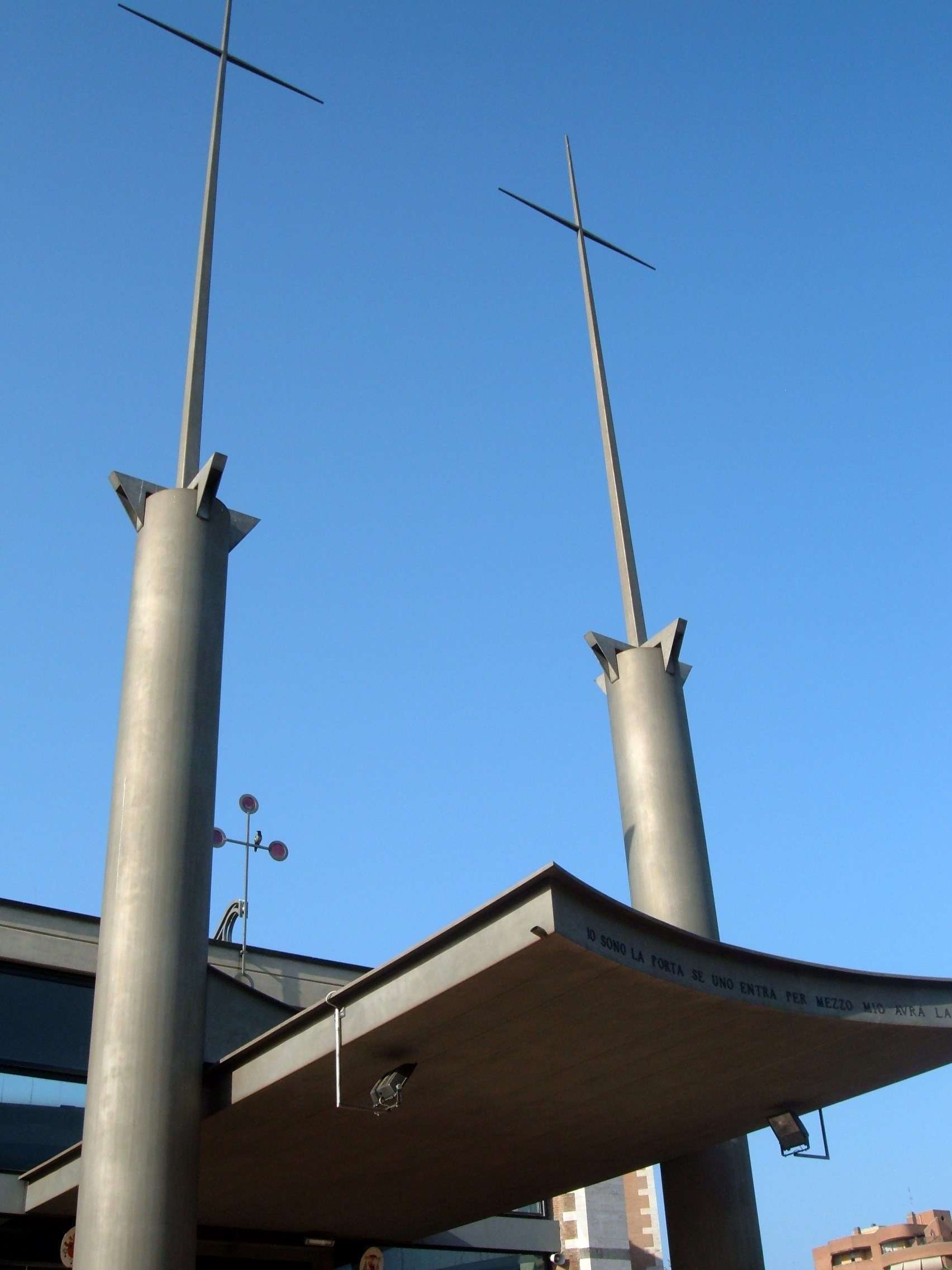
L'entrata della chiesa di San Liborio

- Chiesa del Sacro Cuore di Gesù a Ponte Mammolo, su via di Casal de' Pazzi.
- Chiesa di San Gelasio I papa, su via Fermo Corni.
- Chiesa di Santa Maria Maddalena de' Pazzi, su via Giovanni Zanardini.
- Chiesa di San Liborio, su via Diego Fabbri.
- Istituto Salesiano Teresa Gerini ,su via Tiburtina[14]
- Chiesa Cristiana Ortodossa di Vecchio Calendario, su via di Ponte Mammolo[15]
- Congregazione dei Canonici Regolari della Santa Croce , via del parco di Aguzzano[16]

### Siti archeologici
- Ponte Mammolo, sul fiume Aniene. Ponte del V secolo.

Il tratto di strada che attraversa l'Aniene grazie al Ponte Mammolo antico, che un tempo corrispondeva al tracciato della via Tiburtina, oggi si chiama via degli Alberini, mentre la via Tiburtina attuale utilizza un ponte ottocentesco. 41.922944°N 12.568146°E
- Villa Romana di Ripa Mammea. La zona era dotata di porto fluviale. La fase costruttiva risale al II secolo a.C. con modifiche nel secolo seguente. Nel complesso sono varie zone residenziali e vari locali produttivi con una cisterna, dei doli e vani sotterranei. La zona era abitata almeno fino al III secolo.[17]
- Sepolcri e magazzini di via Tiburtina. Il sepolcro è posto presso un ristorante[18], mentre i sepolcri di età imperiale al lato settentrionale e dei magazzini di età tardo repubblicana al lato meridionale della via.[19]
- Casale di Rebibbia o de la Vanna, su via di Ponte Mammolo.[20]
- Strutture antiche via Tiburtina, su via Stanislao Cannizzaro.[21]
- Deposito pleistocenico di Casal de' Pazzi, su via Ciciliano all'incrocio con via Egidio Galbani.

In un sito della zona presso l'Aniene sono stati ritrovati ossa di animali preistorici e resti di industria litica.
- Torraccio della Cecchina, al chilometro 9,200 di via Nomentana.[23]
- Resti del ponte della Cecchina. Trattasi di blocchi di pietra del ponte di via Nomentana sul fosso della Cecchina. Il ponte fu distrutto nel 1963 per realizzare la fogna collettore sotto l'odierna via Arturo Graf. I blocchi sono siti all'incrocio di viale Kant con via Nomentana sul lato di Parco Marchi.[24]
- Villa romana di via Michelangelo Tilli. Villa romana in opera quadrata in tufo con una cisterna di età tardo repubblicana.[25]
- Villa romana della metà del I secolo a.C.. La villa, venuta alla luce nel 1982, è sita presso il Casale Nuovo di Aguzzano.[26]
- Ruderi archeologici presso il Casale Vecchio di Aguzzano. L'impianto è in calcestruzzo e selce con impronte di blocchi in opera quadrata.[10]
- Villa romana di Podere Anna, su via Diego Fabbri. Villa del I secolo a.C. 41.942453°N 12.566387°E

La villa si trova in cima ad una collina. Consta di vari ambienti tra cui: terme, locali residenziali, rustici e di servizio. Dei lavori di ristrutturazione proseguono fino al V secolo d.C.
- Cave di tufo. Sulla riva destra dell'Aniene vi era una cava di tufo usata dall'età adrianea all'età augustea. L'Aniene veniva usato come via di trasporto; cercando di allargarlo e lo sfruttamento eccessivo, le cave furono allagate.[28]

### Archeologia industriale
- Ex fabbrica di penicillina LEO Roma, su via Tiburtina. Edificio del XX secolo (1950). 41.931587°N 12.583058°E

Fu inaugurata il 21 settembre 1950 alla presenza di Sir Alexander Fleming, scopritore della penicillina, e del conte Giovanni Armenise, presidente della LEO - Industrie chimiche farmaceutiche SpA. La LEO cedette l'impianto alla ISF SpA nel 1971. Questa cessò l'attività negli anni novanta, lasciando l'edificio nel totale abbandono.

### Aree naturali
- Parco regionale urbano di Aguzzano
- Riserva naturale Valle dell'Aniene

## Musei
- Museo di Casal de' Pazzi
- Casa di Pier Paolo Pasolini[30]

Teatri
cineteatro Gerini
teatro Speroni

## Sport
A Ponte Mammolo si trova il centro Italiana Fitness Parco Kolbe.

### Calcio
- C.S. Kolbe Ponte Mammolo militante nella stagione 2024-2025 nel campionato di Terza Categoria girone A;
- A.S.D.P. Azzurra 86[33].

### Boxe
- A.S.D. Mammut Ponte Mammolo.

### Baseball
- Nuova Roma Baseball[34].